# 高橋アキ
高橋 アキ（たかはし アキ、1944年9月6日 - ）は、日本のピアニスト。作曲家高橋悠治は実兄。

## 略歴
神奈川県鎌倉市生まれ。父は季刊誌『音楽研究』の編集長を務めた音楽評論家高橋均、母はピアニスト蔭山英子。5歳より母にピアノを習う。東京芸術大学音楽学部附属音楽高等学校から東京芸術大学卒業および同大学院修了。大学院ではゲオルク・ヴァシャヘーリに師事。大学院在学中の1968年に、日独現代音楽祭でデビュー。武満徹の《ピアニストのためのコロナ》と篠原真《タンダンス》を演奏する。1970年に初リサイタルを開く。1972年に渡欧し、ベルリン芸術週間、パリ秋の芸術祭などでリサイタルを開き、現代音楽の演奏グループ「サウンド・スペース＝アーク」を結成する。以降、各国の作曲家たちから作品の献呈を受け初演する。1974年日生劇場においてクセナキスの『エオンタ』を尾高忠明指揮で演奏する。
1975年には、エリック・サティ没後50年を記念し『エリック・サティ連続演奏会』を配偶者である秋山邦晴と企画し、渋谷ジァン・ジァンで開催。「サティ・ピアノ全集」を校訂し、「サティ・ピアノ音楽全集」をリリースする。1977年にはボンにおいて開催された『ベートーヴェン150年祭』ポリーニ、クレーメル、ジュリアード弦楽四重奏団らとともに招かれ、ベートーヴェンとメシアンを演奏した。1980年代に入りモートン・フェルドマンに長いピアノ曲の作曲を依頼し、翌年『トライアディック・メモリーズ』が出来上がる。以後1987年の作曲家逝去まで7年間ともに音楽活動を行う。1983年から「高橋アキ"新しい耳"シリーズ」を企画・演奏し、横浜市教育文化ホール（第11回まで）と神奈川県立音楽堂（第12回以降）で1997年まで開催された。
1984年、カリフォルニア芸術大学の客員教授。2002年にコソボ自治州における初の現代音楽祭に招聘され、2006年にベルリンのメルツムジークに招聘される。ニューヨークでモートン・フェルドマン作品のリサイタルを行い、ニューヨーク・タイムズで2006年のベスト・コンサートの一つに選ばれる。
現代音楽の演奏には作家の志向に伴い過酷な要求が付きまとうが、高橋はデビュー当初から忠実に律動性を強調し、西村朗や姜碩煕の名人芸を伴うピアノ協奏曲も難なく演奏している。一柳慧の《ピアノ・メディア》の演奏も、その演奏の正確さが指摘される。
また、ビートルズナンバーを、ジョン・ケージ、フレデリック・ジェフスキー、武満徹、坂本龍一などの現代音楽家が換骨奪胎したユニークなアルバム「ハイパー・ミュージック・フロム・レノン&マッカトニー」シリーズも、よく知られている。

## 受賞歴
- 1973年 - 昭和48年度芸術祭優秀賞
- 1983年 - 中島健蔵音楽賞
- 1986年 - 京都音楽賞・実践部門賞
- 2003年 - 中島健蔵音楽賞
- 2007年 - 芸術選奨文部科学大臣賞
- 2008年 - 文化庁芸術祭優秀賞
- 2011年 - 紫綬褒章[6]
- 2014年 - 朝日現代音楽賞

## ディスク
- 季節はずれのヴァレンタイン
- PLANETARY FOLKLORE 遊星の民話 / 藤枝守 ピアノ・ワークス
- フェルドマン : トライアディック・メモリーズ
- ハイパー・ミュージック・フロム・レノン&マッカトニー
- ハイパー・ミュージック・フロム・レノン&マッカトニー2
- ハイパー・ミュージック・フロム・レノン&マッカトニー3
- ハイパー・ミュージック・フロム・レノン&マッカトニー4
- ハイパー・ビートルズ
- ジョン・ケージのために / モートン・フェルドマン
- フェルドマン : ピアノと弦楽四重奏
- サティ : 犬のための前奏曲（ユーモアと詩）
- サティ : 梨の形をした曲集（連弾集）
- サティ : 名曲集「ジムノペディ」
- サティ : ジュ・トゥ・ヴー（モンマルトル）
- 新実徳英 : 創造神の眼
- ホセ・マセダ : Music For 5 Pianos 5台のピアノのための音楽
- Aki Takahashi Plays Morton Feldman [Original recording remastered, Import]
- 実験工房の音楽
- 静寂と光 / 西村朗の音楽IV
- サティ : ジムノペディ（ザ・ベスト・オブ・サティ）
- 音楽物語「ぞうのババール」
- こどものためのサティ
- ベスト・オブ・ハイパー・ミュージック・フロム・レノン&マッカートニー
- アキ・プレイズ・武満
- 迦楼羅 / 西村朗 : 管弦楽作品集
- ヴィシュヌの化身 - 高橋アキ・プレイズ西村
- フォー・ウォールズ - 高橋アキプレイズ ジョン・ケージ
- リアルタイム11ケージ(リ)ミックス
- 早坂文雄 : 室内のためのピアノ小品集
- ためらいのタンゴ タンゴ・コレクション
- 危険な夜 - 高橋アキプレイズ ジョン・ケージ
- シューベルト : ピアノ・ソナタ集 D.960&664
- クロマ / 石田秀実作品集
- 高橋アキの世界[注釈 3]
- シューベルト : ピアノ・ソナタ D.958&D.959
- 夢見る魚 - 高橋アキ・プレイズ・サティ
- ザ・ベスト・オブ・サティ
- レーヴェ : バラードと歌曲の世界
- シューベルト : さすらい人幻想曲